# Stephen Gostkowski
Stephen Carroll Gostkowski (Baton Rouge, Luisiana, Estados Unidos, 28 de enero de 1984) es un exjugador profesional de fútbol americano de la National Football League que jugaba en la posición de Kicker.
Gostkowski, que jugó tanto al fútbol americano como al béisbol para la Universidad de Memphis, es el pateador más prolífico en la historia de los Patriots y uno de los pateadores más precisos en la historia de la NFL. También es un goleador consistente y prolífico: es sólo el segundo jugador en la historia de la NFL a anotar 500 puntos en sus primeras cuatro temporadas en la liga, y el primero en anotar 1.000 puntos en sus primeras ocho temporadas en la liga (a pesar de faltar la mitad La temporada 2010 con una lesión en la pierna). Gostkowski también tiene el récord de puntos más altos promedio por partido anotado en una carrera (8.75 puntos por juego a finales de la temporada 2015), y es el primer jugador desde la Fusión de la AFL-NFL en liderar la liga en anotaciones en más de dos temporadas consecutivas (2012-2015, que también lideró la liga en la puntuación en 2008). En 2014, se convirtió en el máximo anotador de todos los tiempos de los Patriots, superando a Adam Vinatieri. A partir del 2016, es también el líder de todos los tiempos de los Patriots en los goles de campo, y tiene el récord de la NFL por puntos extras consecutivos.

## Carrera deportiva
Stephen Gostkowski proviene de la Universidad de Memphis y fue elegido en el Draft de la NFL de 2006, en la ronda número 4 con el puesto número 118 por el equipo New England Patriots.
Actualmente se encuentra en activo como jugador de los Tennessee Titans.

## Estadísticas

### Estadísticas de colegial
| Temp    | Eq.            | J  | PEI | PEC | Pct  | GCI | GCC | Pct  | Puntos |
| ------- | -------------- | -- | --- | --- | ---- | --- | --- | ---- | ------ |
| 2002    | Memphis Tigers | 12 | 37  | 32  | 86.5 | 14  | 9   | 64.3 | 59     |
| 2003    | Memphis Tigers | 13 | 44  | 44  | 100  | 29  | 19  | 65.5 | 101    |
| 2004    | Memphis Tigers | 12 | 49  | 48  | 98.0 | 24  | 20  | 83.3 | 108    |
| 2005    | Memphis Tigers | 12 | 35  | 35  | 100  | 25  | 22  | 88.0 | 101    |
| Carrera | Carrera        | 49 | 165 | 159 | 96.4 | 92  | 70  | 76.1 | 369    |

### Temporada regular
Estadísticas actualizadas hasta la temporada 2016.
| Temp    | Eq      | J   | Goles de Campo | Goles de Campo | Goles de Campo | Goles de Campo | Goles de Campo | Goles de Campo | Goles de Campo | Goles de Campo | Goles de Campo | Goles de Campo | Goles de Campo | Goles de Campo | Goles de Campo | Goles de Campo | Puntos Extras | Puntos Extras | Puntos Extras | Puntos Extras | Kickoffs | Kickoffs | Kickoffs | Kickoffs | Kickoffs | Pts   |
| Temp    | Eq      | J   | 0-19           | 0-19           | 20-29          | 20-29          | 30-39          | 30-39          | 40-49          | 40-49          | 50+            | 50+            | Totales        | Totales        | LG             | Pct            | PEI           | PEC           | Pct           | BLK           | KO       | Avg      | TB       | Ret      | Avg      | Pts   |
| Temp    | Eq      | J   | GCI            | GCC            | GCI            | GCC            | GCI            | GCC            | GCI            | GCC            | GCI            | GCC            | GCI            | GCC            | LG             | Pct            | PEI           | PEC           | Pct           | BLK           | KO       | Avg      | TB       | Ret      | Avg      | Pts   |
| ------- | ------- | --- | -------------- | -------------- | -------------- | -------------- | -------------- | -------------- | -------------- | -------------- | -------------- | -------------- | -------------- | -------------- | -------------- | -------------- | ------------- | ------------- | ------------- | ------------- | -------- | -------- | -------- | -------- | -------- | ----- |
| 2006    | NE      | 16  | --             | --             | 11             | 10             | 10             | 7              | 4              | 2              | 1              | 1              | 26             | 20             | 52             | 76.9           | 44            | 43            | 97.7          | 0             | 81       | 65.5     | 12       | 67       | 23.0     | 103   |
| 2007    | NE      | 16  | --             | --             | 10             | 10             | 9              | 8              | 5              | 3              | --             | --             | 24             | 21             | 45             | 87.5           | 74            | 74            | 100.0         | 0             | 112      | 64.5     | 15       | 92       | 22.1     | 137   |
| 2008    | NE      | 16  | --             | --             | 11             | 9              | 17             | 17             | 11             | 9              | 1              | 1              | 40             | 36             | 50             | 90.0           | 40            | 40            | 100.0         | 0             | 95       | 64.0     | 17       | 75       | 22.3     | 148   |
| 2009    | NE      | 16  | --             | --             | 7              | 7              | 13             | 12             | 8              | 5              | 3              | 2              | 31             | 26             | 53             | 83.9           | 47            | 47            | 100.0         | 0             | 91       | 67.8     | 21       | 70       | 24.4     | 125   |
| 2010    | NE      | 8   | --             | --             | 2              | 2              | 7              | 6              | 3              | 2              | 1              | --             | 13             | 10             | 43             | 76.9           | 26            | 26            | 100.0         | 0             | 42       | 67.9     | 15       | 25       | 24.5     | 56    |
| 2011    | NE      | 16  | --             | --             | 13             | 12             | 6              | 5              | 11             | 9              | 2              | 1              | 33             | 28             | 50             | 84.8           | 59            | 59            | 100.0         | 0             | 103      | 65.6     | 41       | 59       | 21.6     | 143   |
| 2012    | NE      | 16  | --             | --             | 8              | 8              | 12             | 10             | 13             | 9              | 2              | 2              | 35             | 29             | 53             | 82.9           | 66            | 66            | 100.0         | 0             | 111      | 65.0     | 52       | 59       | 20.7     | 153   |
| 2013    | NE      | 16  | 1              | 1              | 8              | 8              | 13             | 13             | 13             | 11             | 6              | 5              | 41             | 38             | 54             | 92.7           | 44            | 44            | 100.0         | 0             | 99       | 64.6     | 65       | 32       | 20.8     | 158   |
| 2014    | NE      | 16  | 1              | 1              | 11             | 11             | 11             | 10             | 13             | 12             | 1              | 1              | 37             | 35             | 53             | 94.6           | 51            | 51            | 100.0         | 0             | 99       | 64.3     | 53       | 45       | 21.2     | 156   |
| 2015    | NE      | 16  | --             | --             | 6              | 6              | 11             | 11             | 14             | 12             | 5              | 4              | 36             | 33             | 57             | 91.7           | 52            | 52            | 91.4          | 0             | 99       | 63.1     | 69       | 28       | 18.8     | 151   |
| 2016    | NE      | 16  | --             | --             | 9              | 9              | 9              | 7              | 10             | 9              | 4              | 2              | 32             | 27             | 53             | 84.4           | 49            | 46            | 100.0         | 1             | 93       | 64.1     | 52       | 40       | 19.3     | 127   |
| Carrera | Carrera | 323 | 3              | 3              | 96             | 92             | 118            | 106            | 105            | 83             | 26             | 19             | 348            | 303            | 57             | 87.1           | 799           | 786           | 98.4          | 1             | 1,025    | 65.0     | 412      | 592      | 21.9     | 1,457 |

### Playoffs
Estadísticas actualizadas hasta la temporada 2016.
| Temp    | Eq      | J  | PEI | PEC | PEI | PEC | Pts |
| ------- | ------- | -- | --- | --- | --- | --- | --- |
| 2006    | NE      | 3  | 9   | 9   | 8   | 8   | 33  |
| 2007    | NE      | 3  | 9   | 9   | 2   | 1   | 12  |
| 2009    | NE      | 1  | 2   | 2   | 1   | 0   | 2   |
| 2011    | NE      | 3  | 10  | 10  | 5   | 5   | 25  |
| 2012    | NE      | 2  | 6   | 6   | 4   | 4   | 18  |
| 2013    | NE      | 2  | 6   | 6   | 1   | 1   | 9   |
| 2014    | NE      | 3  | 15  | 15  | 1   | 1   | 18  |
| 2015    | NE      | 2  | 4   | 3   | 4   | 4   | 15  |
| 2016    | NE      | 3  | 9   | 7   | 7   | 7   | 28  |
| Carrera | Carrera | 22 | 70  | 67  | 33  | 31  | 160 |